# Endosalpingiosis
La endosalpingiosis es una afección en la que el epitelio similar al de la trompa de Falopio se encuentra fuera de la trompa de Falopio. La causa es desconocida. En general, se acepta que la enfermedad se desarrolla a partir de la transformación del tejido celómico. Suele ser un hallazgo incidental y no suele asociarse a ninguna patología.

## Signos y síntomas
La importancia de la endosalpingiosis no está clara; los expertos médicos difieren sobre si la afección en sí misma causa problemas o si se trata de un hallazgo asintomático. Los síntomas comunes incluyen dolor pélvico, infertilidad, irregularidades menstruales y dispareunia. Otros informes sugieren que el dolor de espalda crónico es un problema común advertido años antes del diagnóstico. Los expertos no tienen claro ya que la afección en si es un hallazgo raro y la falta de conocimiento se presenta como un desafío.
Al igual que el endometrio uterino de la endometriosis, los estrógenos pueden hacer que los tejidos salpingoíticos fuera de las trompas de Falopio y agraven potencialmente las áreas circundantes. Los niveles altos hacen que los tejidos glandulares proliferen y, especialmente importante, hacen que aumente el número y la actividad de las células epiteliales ciliadas (que normalmente recubren las trompas de Falopio).

## Diagnóstico

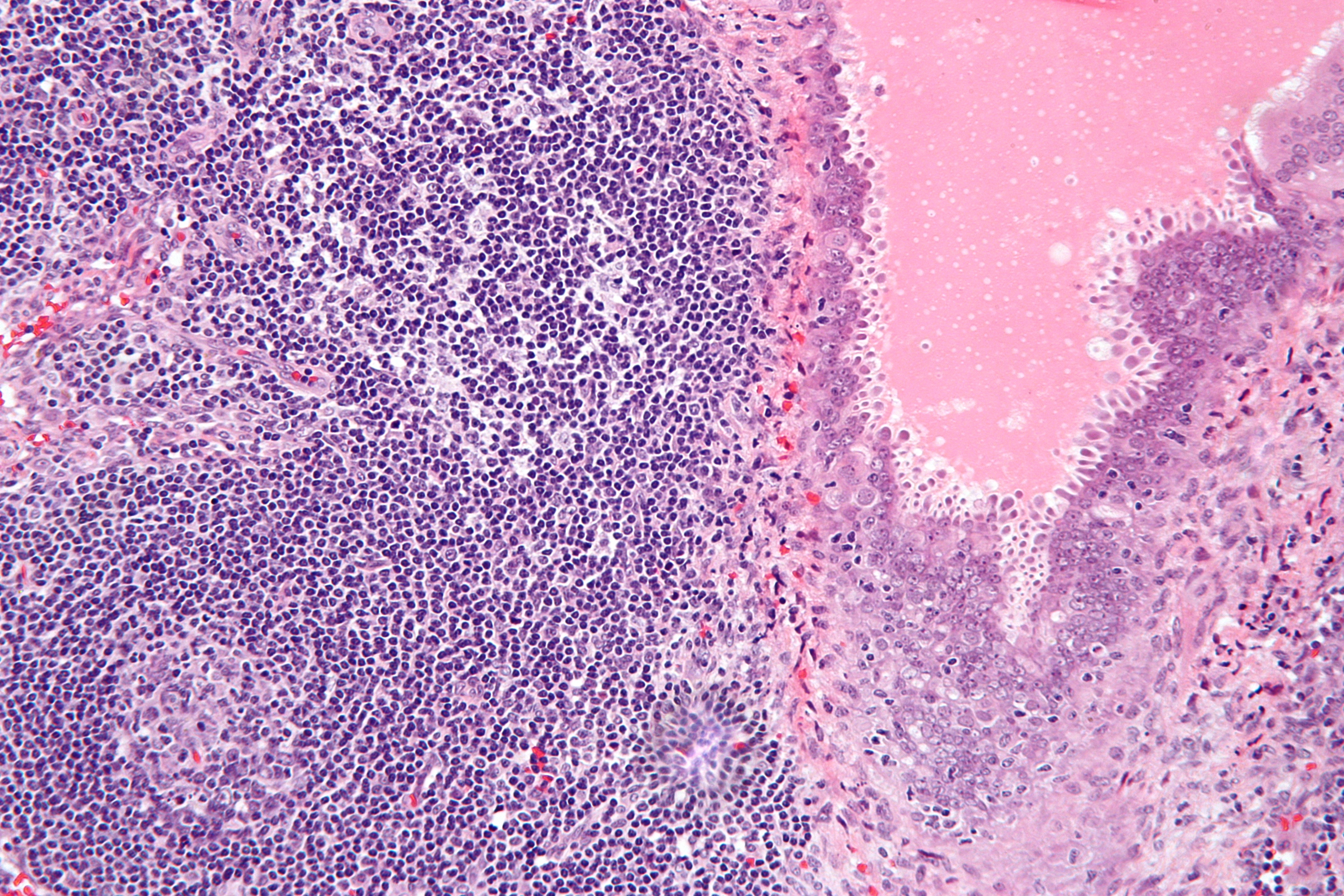
Micrografía que muestra endosalpingiosis en un ganglio linfático. Tinción con hematoxilina eosina.

La endosalpingiosis está diagnosticada por un patólogo en una muestra (p. ej. biopsia).
Se caracteriza por quistes con epitelio de tipo tubárico (p. ej. epitelio ciliado) rodeado por un estroma fibroso. No suele asociarse con hemorragia.
Un epitelio de tipo tubárico rodeado por un estroma de tipo endometrial es una variante de la endometriosis, no de la endosalpingosis.

La endosalpingiosis ocasionalmente se encuentra en los ganglios linfáticos, y puede ser malinterpretados como una metástasis de un adenocarcinoma.

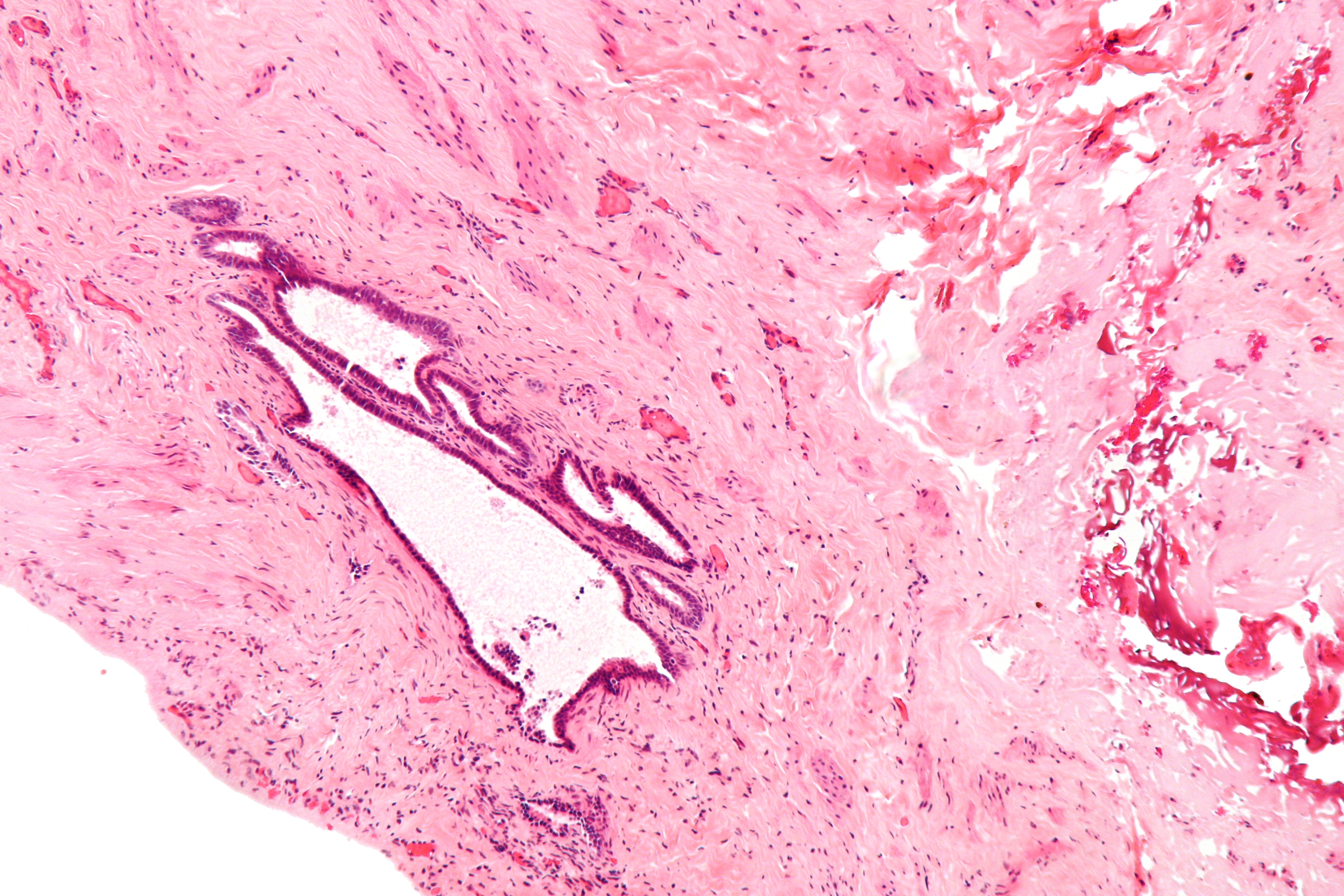
Magnificación intermedia
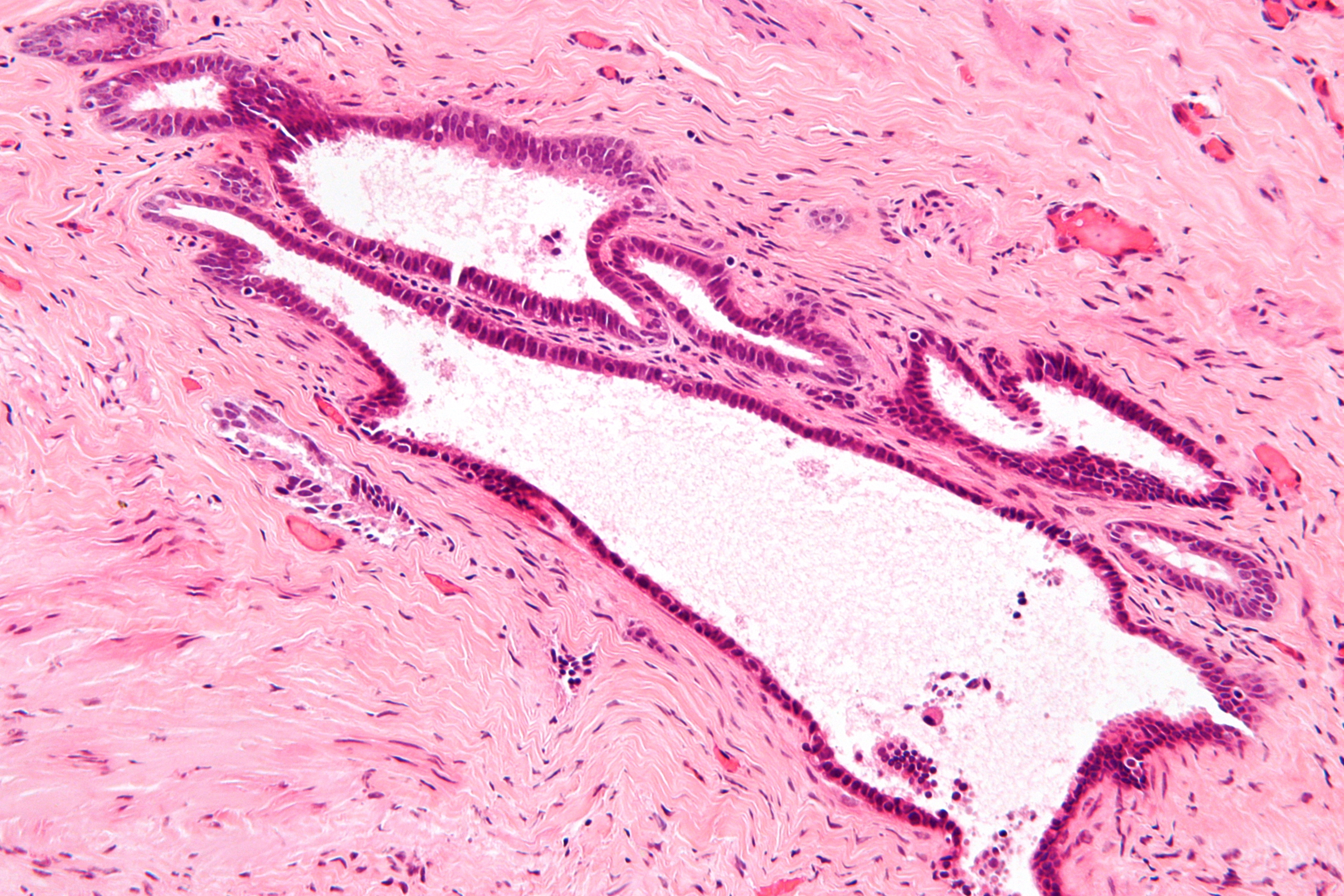
Magnificación alta
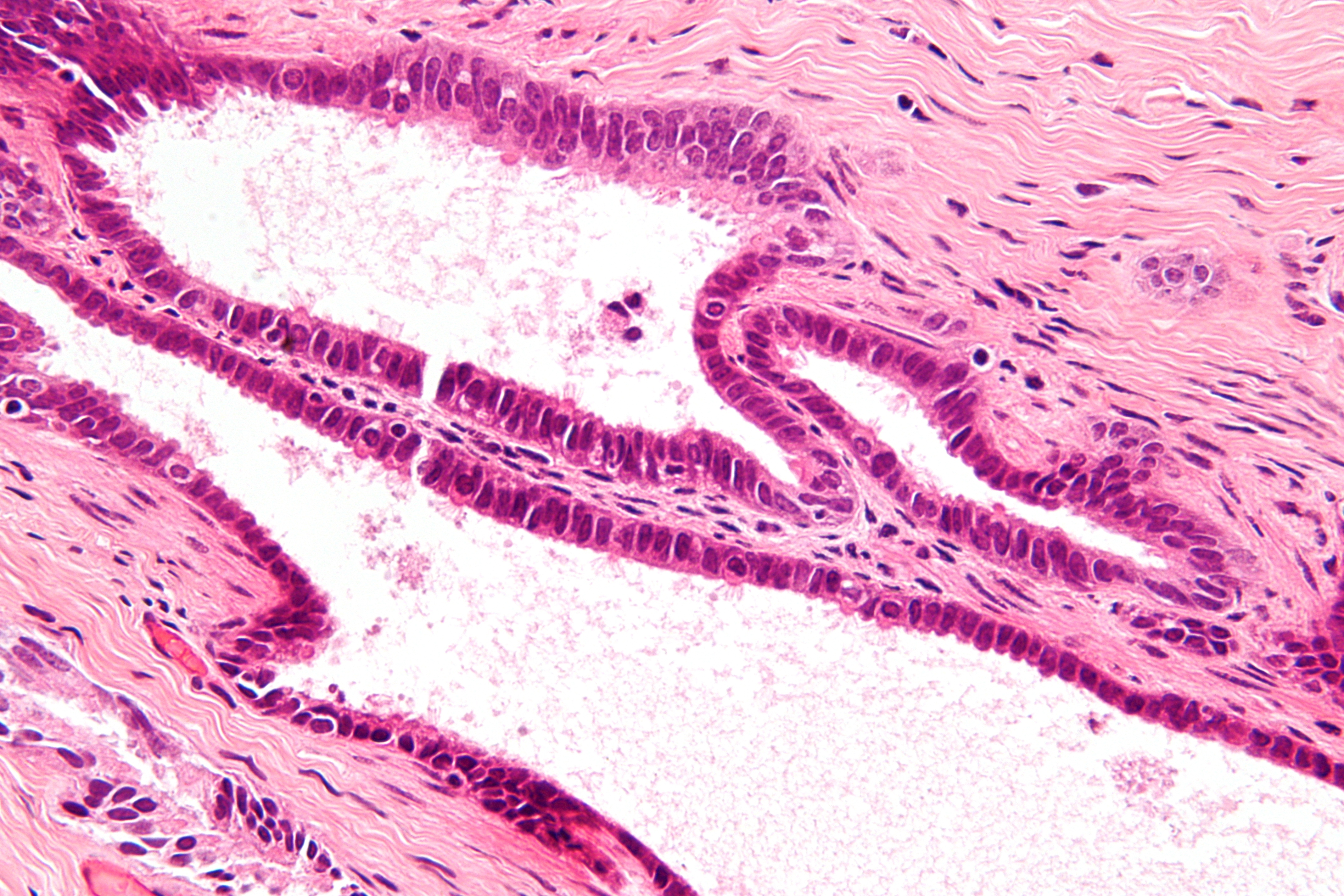
Magnificación muy alta

## Tratamiento
Como la endosalpingiosis, en general, no se considera una patología, el tratamiento no siempre es necesario. Sin embargo, el tratamiento de otros problemas causados por esta afección, como quistes ováricos, quistes de chocolate, fertilidad, dolor pélvico, adherencias, dispareunia pueden  ser necesarios según el caso.
De manera similar a la endometriosis, los casos de endosalpingiosis que causan una cantidad significativa de dolor pueden ser tratados con cirugía de escisión por un especialista, aunque esto no es una cura. La extirpación de tejidos, quistes, y las adherencias pueden ayudar a reducir en gran medida los síntomas. Algunos cirujanos creen que la terapia complementaria con progesterona también es útil para reducir los síntomas. La ingesta continua de progesterona mantiene a la mujer en un momento específico de su ciclo menstrual. Esto evita que el cuerpo alcance niveles altos de estrógeno que se encuentran en la ovulación y agrave aún más la condición. Los estrógenos de la dieta puede causar estragos en casos muy sensibles y, al igual que la endometriosis, se recomienda a las mujeres a consumir dietas bajas en estrógenos. Esto conlleva evitar comidas con soja, licor negro y tofu, entre otros.